# Мамедова, Гюльяз Закир кызы
Гюльяз Закир кызы Мамедова (азерб. Gülyaz Zakir qızı Məmmədova, род. 1 мая 1970) — азербайджанская исполнительница вокала, ханенде. Народная артистка Азербайджана (2014).

## Биография
Гюльяз Закир кызы Мамедова родилась 1 мая 1970 года в селе Бёюк-Дахна Шекинского района Азербайджанской ССР.
С 1977 по 1987 годы проходила обучение в средней школе № 1 Бёюк-Дахна Шекинского района. С 1988 по 1992 годы училась в музыкальном колледже при Азербайджанской национальной консерватории. С 2002 года проходила обучение в Азербайджанском государственном университете культуры и искусств на факультете ханенде «сольное пение». С 1991 года по 1 марта 2014 года работала солистом в Азербайджанском государственном театре песни имени Бейбутова. С 1992 года — солистка Национального театра оперы и балета. С 1996 года работает педагогом в музыкальном колледже при Азербайджанской национальной консерватории.
В настоящее время преподаёт в музыкальном колледже при Азербайджанской национальной консерватории и Бакинском гуманитарном колледже.
В опере Узеира Гаджибейли «Лейли и Меджнун» её партнёрами были народный артист Азербайджанской Республики, кавалер ордена Славы, профессор Мансум Ибрагимов, народные артисты Баба Махмудоглу, Захид Гулиев, заслуженный артист Сабухи Ибаев, Илькин Ахмедов и другие. Гюльяз Мамедова сыграла роль Лейли 105 раз. За этим последовали роли: Шахсанам в опере «Ашуг Гариб» Зульфугара Гаджибейли, Телли в опере «Аршин мал алан» Узеира Гаджибейли, Гюльбахар в опере «Gəlin qayası» Шафиги Ахундовой, ханенде в опере «Вагиф» Рамиза Мустафаева, ханенде в опере «Кероглу» Узеира Гаджибейли, ханенде в опере «Натаван» Васифа Адыгёзалова, ханенде в опере «Натаван» Ниязи.
28-30 мая 2012 года по приглашению посольства Азербайджана в Грузии выступила с концертными программами в Тбилиси и Кутаиси.
В 2012 году по официальным приглашениям провела семь выездных гастрольных программ в Туркменистане.
С 1 по 6 июня 2012 года по приглашению молодёжной организации NAYO-Норвегия-Азербайджан ансамбль мугама под руководством Заслуженного артиста Азербайджанской Республики Сахиба Пашазаде принял участие в международном фестивале Сагане в Осло, Норвегия. Гюльяз Мамедова также была в составе концертной труппы.
С 2012 по 2016 годы ансамбль гастролировал в различных странах, в том числе неоднократно в Турции.

## Семья
- Сестра — Гюльянаг Закир кызы Мамедова, народная артистка Азербайджанской Республики.

## Награды и звания
- Народный артист Азербайджанской Республики — 2014[1],
- Заслуженный артист Азербайджанской Республики — 1998,
- Президентская премия — 2012.